# Scopula tenuiscripta
Scopula tenuiscripta là một loài bướm đêm trong họ Geometridae.